# Gustav Falke
Gustav Falke, född 11 januari 1853, död 8 februari 1916, var en tysk poet. Han var brorson till Jacob von Falke och Johannes Falke.
Falke tillhörde den så kallade nyromantiska riktningen och var influerad främst av Detlev von Liliencron. Längtan och resignation, naturglädje och inre stillhet kännetecknar hans diktsamlingar Mynheer der Tod (1892), Tanz und Andacht (1893), Zwischen zwei Nächten (1894), samt Hohe Sommertage (1902). 1912 utkom hans Gesammelte Dichtungen i 5 band. Falke var även verksam som romanförfattare.